# René Louiche Desfontaines
René Louiche Desfontaines  (Tremblay, 1750. február 14. – Párizs, 1833. november 16.) francia botanikus. Botanikai szakmunkákban nevének rövidítése: „Desf.”.

## Pályafutása

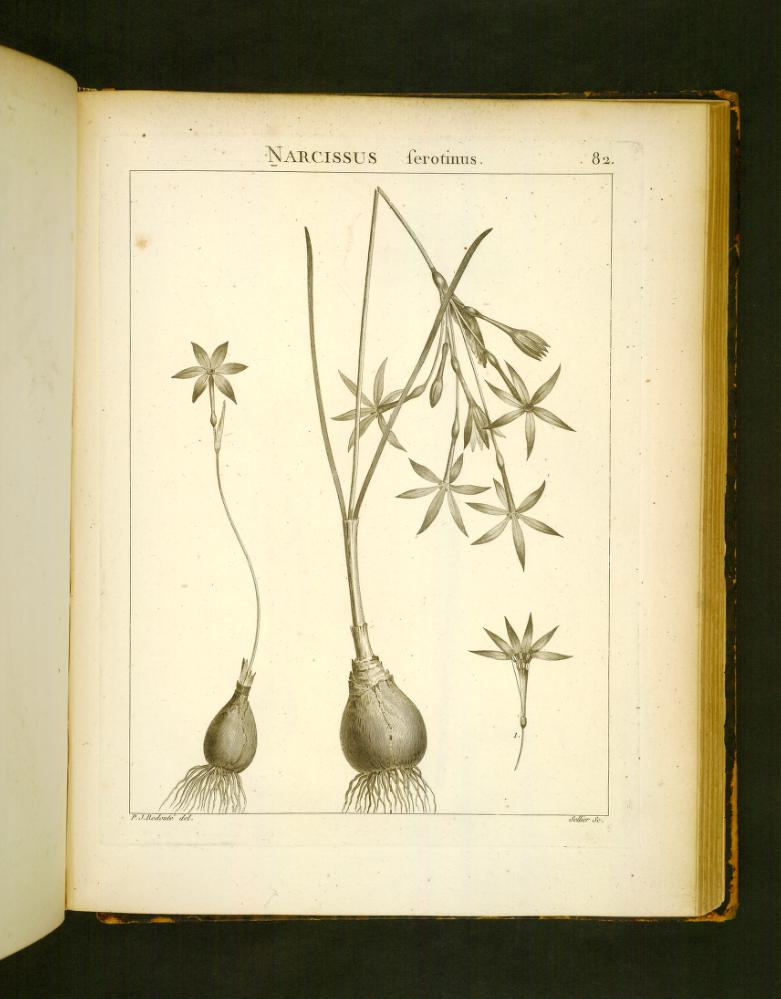
A Flóra Atlantica első kötetének 82. oldala

1773-ban Párizsba költözött, hogy orvoslást tanuljon, de érdeklődése egyre jobban a botanika felé fordult. Szaktudása és munkássága kitűnt a botanika terén így ennek elismeréséül 1783-ban a Francia Természettudományi Akadémia tagjává választották. Az ezt követő két évben bejárta egész Tunéziát és Algériát és növényeket gyűjtött, majd hazatérve Párizsban megírta a Flóra Atlanticát, melyet két kötetben adtak ki (1798-1799). Ez a munka 1480 növényfajt mutat be és ír le a mediterránum növényvilágából. Ezzel egyidőben a Jardin des Plantes (franciaország legnagyobb botanikus kertje Párizsban) tanára lett.
A Desfontainia nemzetséget René Louiche Desfontainesről elnevezték el, mely 3 fajt tartalmaz.

## Munkái
- Flora atlantica, sive Historia plantarum, quae in Atlante, agro tunetano et algeriensi crescunt, Blanchon (Parisiis), 1800 :
  - Tomus 1 disponible sur Gallica et planches disponible sur Gallica
  - Tomus 2 disponible sur Gallica et planches disponible sur Gallica
- Flora Atlantica, sive Historia plantarum quae in Atlante, agro Tunetano et Algeriensi crescunt, apud L.-G. Desgranges (et apud Blanchon) (Parisiis), 1797-1799, 3 vol. in-4°, dont 1 de pl. gravées :
  - Tomus primus disponible sur Gallica
  - Tomus secundus disponible sur Gallica
  - Planches gravées disponible sur Gallica

Tableau de l'école de botanique du Muséum d'histoire naturelle ([Reprod.]), J. A. Brosson (Paris), 1804, 5 microfiches ; 105*148 mm disponible sur Gallica, deuxième édition en 1815, Texte intégral
- Discours du président de l'Institut national, à Sa Majesté l'empereur, à l'occasion de son couronnement, prononcé le 20 frimaire an 13, impr. de Baudouin (Paris), 1804, 3 p. ; in-4, disponible sur Gallica
- Choix de plantes du corollaire des instituts de Tournefort publiées d'après son herbier, et gravées sur les dessins originaux d'Aubrie, Levrault (Paris), 1808, Texte intégral
- Histoire des arbres et arbrisseaux qui peuvent être cultivés en pleine terre sur le sol de la France, J. A. Brosson (Paris), 1809, , tome 1, 635 p. , Texte intégral
- Catalogus plantarum horti regii parisiensis, cum annotationibus de plantis novis aut minus cognitis ([Reprod.]), Chaudé (Paris), 1829, 8 microfiches ; 105*148 mm, disponible sur Gallica , Texte intégral
- Choix de plantes du corollaire des instituts de Tournefort publiées d'après son herbier, et gravées sur les dessins originaux d'Aubriet ([Reprod.]), impr. de Levrault (Paris), 1808, 5 microfiches ; 105*148 mm disponible sur Gallica
- Catalogus plantanum horti regii Parisiensis, apud Chaudé (Parisiis), 1829, Texte intégral
- Mémoire sur quelques nouvelles espèces d'oiseaux des côtes de Barbarie, édition de Alfred Newton, London, 1880, Texte intégral en ligne

## Fordítás
- Ez a szócikk részben vagy egészben  a   René Louiche Desfontaines című angol Wikipédia-szócikk ezen változatának fordításán alapul.  Az eredeti cikk szerkesztőit annak laptörténete sorolja fel. Ez a jelzés csupán a megfogalmazás eredetét és a szerzői jogokat jelzi, nem szolgál a cikkben szereplő információk forrásmegjelöléseként.